# Jacques Devigne
Pour les articles homonymes, voir Devigne et Desvignes.
Jacques Albert Devigne né le 25 mars 1925 à Sampigny (Meuse) et mort le 18 juin 2019 à Vendôme (Loir-et-Cher) est un sculpteur, médailleur et graveur sur bois français,.

## Biographie
Jacques Devigne est lauréat de l'École Boulle à Paris, puis à l'École nationale supérieure des beaux-arts où il est l'élève d'Henri Dropsy. Il obtient le premier grand prix de Rome en gravure de médaille en 1954 et devient pensionnaire de la villa Médicis de 1955 à 1958.
Il est professeur d'arts plastiques (CAPA) à Paris de 1959 à 1990 au lycée du livre Maximilien Vox, et professeur associé à l'École du Louvre à Paris de 1970 à 1977.
Il a travaillé sur commandes entre autres pour la Monnaie de Paris et la maison Canale, éditeur de médailles à Paris.
Jacques Devigne est chevalier de l'ordre des Arts et des Lettres.

## Œuvres

### Médailles gravées en taille directe sur acier
Jacques Devigne s'est d'emblée spécialisé dans la taille directe sur acier et est l'auteur de plus de 65 médailles dans cette technique.
- La Maison de la Radio (anciennement ORTF), 1963.
- Les trois Bruegel, 1967.
- Médaille de vœux de la République Française, 1967.
- Docteur Émile Roux, 1970.
- Henri Becquerel, 1971.
- Saint Simon, 1976.
- Raymond Roussel, poète, 1978.
- Hippocrate, (serment d'Hippocrate au revers).
- Ignace de Loyola et la fondation de la Compagnie de Jésus.
- Les Papes Jean XXIII et Paul VI, avec au revers le Concile Vatican II.

### Médailles modelées
- Louis Le Gendre, fondateur du concours général, 1975.
- Jacques Ibert, musicien et directeur de la villa Médicis. Au revers : vue de la villa Médicis.
- Honoré de Balzac.

### Sculpture
- Christ en croix, localisation inconnue[réf. nécessaire].
- La Danse, localisation inconnue[réf. nécessaire].

### Gravure sur bois
- Plus de 60 cartes de vœux éditées chaque année de 1955 à 2017[réf. nécessaire].